# Groundskeeper Willie
William MacMoran MacDougal, cunoscut sub numele de Groundskeeper Willie, este un personaj secundar din serialul de televiziune american Familia Simpson. Interpretat de Dan Castellaneta, acesta este îngrijitorul⁠(d) și administratorul⁠(d) școlii primare din Springfield⁠(d). Willie este un scoțian cu un temperament sălbatic și este ușor de identificat datorită accentului și părului roșcat.

## Biografie
Îngrijitor al școlii primare din Springfield, acesta locuiește într-o baracă din incinta instituției. Un scoțian cu temperament agresiv, Willie este un personaj necivilizat și neplăcut, dar în esență inofensiv. De asemenea, este caracterizat drept incompetent, bețiv, greu de cap și iute la mânie. Willie îl disprețuiește pe angajatorul său, directorul Skinner, dar și pe Bart Simpson, acesta fiind de nenumărate ori victima farselor sale. În realitatea alternativă a episodului „Treehouse of Horror VI⁠(d)”, spiritul său plănuiește să se răzbune pe elevii școlii din Springfield, deoarece a murit ars de viu din cauza părinților lor.
Pe parcursul serialului, Willie a susținut că este originar din diferite regiuni le Scoției. În episodul „The Daughter Also Rises⁠(d)” din 2012, a declarat că își are obârșia în orașul Kirkwall din arhipelagul Orkney. În primele episoade ale serialului, se menționează că tatăl lui Willie este mort. Cu toate acestea, părinții săi sunt prezentați mai târziu în episodul „Monty Can’t Buy Me Love⁠(d)”; aceștia locuiau lângă lacul Loch Ness, situat în apropiere de Inverness. În „The Girl Who Slept Too Little⁠(d)”, se dezvăluie că are un văr - „groparul Billy”. În „Dark Knight Court⁠(d)”, Willie se caracterizează ca fiind un „vechi prezbiterian scoțian” care „urăște Paștele”, deoarece reprezintă o sărbătoare profană.
Deși apare ca personaj secundar în majoritatea episoadelor, a fost protagonistul episodului „My Fair Laddy⁠(d)”. În „Treehouse of Horror V⁠(d)”, Willie încearcă în toate cele trei segmente ale episodului să ajute personajele principale, însă este ucis de fiecare dată cu o lovitură de topor în spate, o referință la moartea lui Dick Hallorann⁠(d) în lungmetrajul Strălucirea (1980). De asemenea, primul segment al episodului reprezintă o parodie a filmului.
Pe parcursul serialului, Willie pune la cale două farse similare celor săvârșite de Bart, iar acesta din urmă este găsit țap ispășitor. În „The Father, the Son, and the Holy Guest Star⁠(d)”, acesta produce o plăcintă uriașă plină cu șobolani pentru festivalul medieval școlar pentru a se răzbuna pe cei care l-au selectat să interpreteze idiotul satului⁠(d). Skinner îl învinovățește pe Bart și îl exmatriculează. În „Dark Knight Court”, locuitorii prezenți la sărbătoarea pascală din Springfield sunt împroșcați cu ouă, iar Bart este considerat vinovat și trimis în judecată. Acesta este însă achitat când Willie este capturat și denunțat de către Lisa și domnul Burns (în rolul lui Fruit Bat Man).